# 折田育造
折田 育造（おりた いくぞう、1941年11月29日 - 2021年9月1日）は、日本の音楽ディレクター、ユニバーサルミュージック相談役。東京都出身。

## 概歴
- 1951年 - 神奈川県立湘南高等学校を卒業[2]。
- 1965年 - 慶應義塾大学経済学部を卒業し、日本グラモフォン（現・ポリドール）に入社。
- 1970年10月 - ワーナー・パイオニア（現・ワーナーミュージック・ジャパン）に移る。
- 1986年1月 - ワーナー・パイオニア邦楽部部長。
- 1988年9月 - ワーナー・パイオニア洋楽部部長。
- 1989年11月 - ウィア・ミュージック専務取締役。
- 1990年9月 - ウィア・ミュージック代表取締役社長。
- 1991年8月 - ワーナーミュージック・ジャパン代表取締役社長。
- 1995年8月 - ポリドール代表取締役社長。
- 2021年9月1日 - 死去。79歳没。

## 映画製作
- 名探偵コナン 瞳の中の暗殺者